# Rode modder

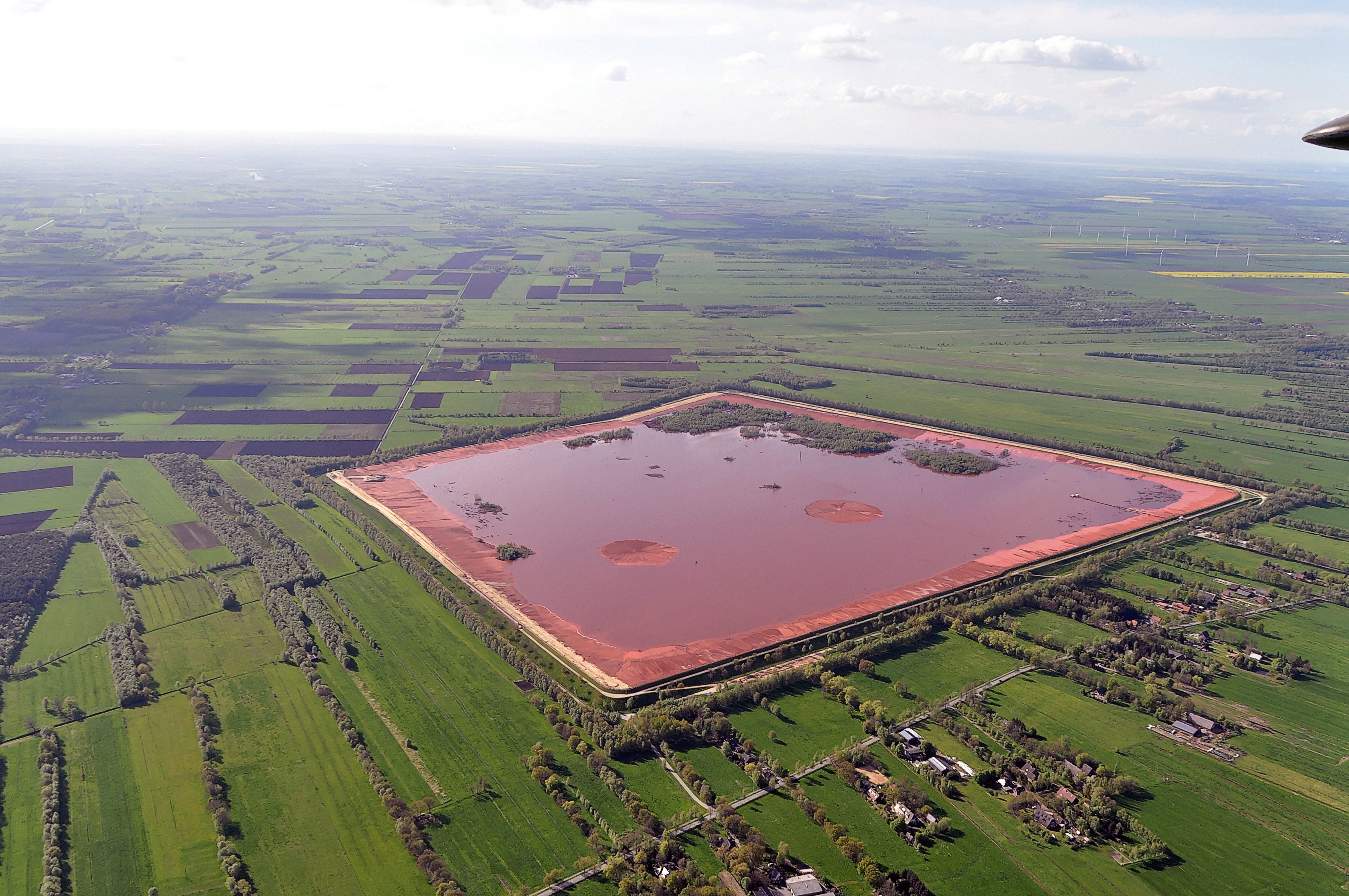
Depot van rode modder in Bützflethermoor

Bayer-proces in de fabricage van aluminium

Rode modder of rood slib is een restproduct dat achterblijft als met het Bayerproces uit aluminium-erts aluminiumoxide wordt gewonnen. 
Het opvallende depot van rode modder te Bützflethermoor, gemeente Stade, Nedersaksen, Duitsland, meet ruim 1100 x 1500 meter.  Het hier gedeponeerde afval is van tevoren ontdaan van natronloog. Het is van een aluminiumfabriek geweest met de naam VAW, die sedert 2002 niet meer bestaat; de activiteiten ervan werden overgenomen door Norsk Hydro.
Bij het Bayerproces wordt aluminiumperoxide uit het erts opgelost door het erts op te nemen in hete geconcentreerde natronloog NaOH. Het aluminium lost hierna op als hydroxide. Het restproduct bevat silicaten en ijzer- en titaanoxides. Door de ijzeroxiden kleurt het rood. Het restproduct heeft een pH-waarde van 10 tot 13. 
Bij de dambreuk van een reservoir van de aluminafabriek van Ajka in Hongarije die plaatsvond in 2010 was het gevolg een vloedgolf van 1 miljoen m3 rode modder.